# Voo Turkish Airlines 634
O Voo Turkish Airlines 634 foi um voo doméstico de passageiros programado do Aeroporto de Istambul Atatürk para o Aeroporto de Diarbaquir no sudeste da Turquia. Em 8 de janeiro de 2003, às 20h19min EET (18h19min UTC), a aeronave que operava o voo, um British Aerospace 146, atingiu o solo na aproximação final aproximadamente 900 metros (3 000 pés) abaixo da cabeceira da pista durante condições climáticas adversas. Na colisão seguinte com um declive, ocorreu um incêndio pós-acidente, matando 75 dos 80 ocupantes, incluindo os dois pilotos.

## Aeronave e tripulação
A aeronave envolvida no acidente era um British Aerospace 146 de 1993, com número de série do fabricante E3241. De propriedade da Trident Jet (Dublin) Limited, estava equipado com quatro motores turbofan Lycoming LF507-1F e foi entregue à companhia aérea em março de 1994. Na época do acidente, havia acumulado um total de 20 000 horas de voo em um total de 17 000 ciclos de voo.
A tripulação era composta por dois pilotos e três comissários de bordo. O capitão era Alaaddin Yunak, ex-piloto da Força Aérea Turca de 34 anos, ingressou na Turkish Airlines em 1995 e acumulou 6 309 horas de voo no total. O primeiro oficial era Ismail Altug Ulusu, de 33 anos, ingressou na Turkish Airlines em 1998 e, desde então, registrou 2 052 horas de voo no total.

## Acidente
O voo 634 partiu do Aeroporto Atatürk de Istambul às 18h43min EET (16h43min UTC) para o voo de quase duas horas para Diarbaquır, no sudeste da Turquia. Aproximadamente uma hora de voo e 40 milhas náuticas (70 km). O voo 634 partiu do Aeroporto Atatürk de Istambul às 18h43min EET (16h43min UTC) para o voo de quase duas horas para Diarbaquır, no sudeste da Turquia. Aproximadamente uma hora de voo e 40 milhas náuticas (70 km) do aeroporto de destino, a tripulação contatou o controle de aproximação do Aeroporto de Diarbaquir, que liberou o voo para aproximar do aeroporto pelo sul para a pista 34 usando alcance omnidirecional VHF; um tipo de curto sistema de radionavegação de longo alcance que permite que as aeronaves com uma unidade receptora determinem sua posição e permaneçam no curso, e instruiu a tripulação a descer até 2 700 m (9 000 pés). O boletim meteorológico retransmitido à tripulação pelo controlador afirmou que não havia ventos e visibilidade de 3 500 metros (1,9 nmi).
Quando o voo estava a 8 milhas náuticas (15 km) da pista 34 e a uma altitude de 5 000 pés (1 500 m), o controle de tráfego aéreo instruiu a tripulação a continuar a aproximação e reportar assim que estabelecessem contato visual com a pista. A tripulação atendeu ao chamado e preparou a aeronave para o pouso, acionando o trem de pouso e estendendo os flaps. Continuando a descida, a aeronave atingiu sua altitude mínima de descida (MDA) de 2 800 pés (850 m); a altitude mais baixa para a qual a descida é autorizada na aproximação final ou durante manobras círculo-terra em execução de um procedimento padrão de aproximação por instrumentos onde nenhum glideslope eletrônico é fornecido; mas ambos os pilotos disseram que ainda não tinham referência visual à pista ou seu sistema de iluminação de aproximação por causa do nevoeiro espesso. Um piloto discerniu algumas luzes à distância, mas não tinha certeza do que exatamente elas pertenciam.
No entanto, violando os procedimentos padrão, o capitão decidiu continuar a aproximação até 1,6 km da pista e desceu mais 500 pés (150 m) e além, bem abaixo do MDA. A 1 milha (1,6 km) da cabeceira da pista e a uma altitude de 200 pés (60 m), o sistema de aviso de proximidade do solo (GPWS) começou a disparar alarmes sonoros. Oito segundos depois, a tripulação decidiu abortar o pouso e iniciou uma arremetida, mas antes de poder executar o comando atingiu o solo com a superfície inferior da fuselagem e o trem de pouso às 20h19min EET (18h19min UTC), 900 metros (3 000 pés) fora da cabeceira da pista 34 e 30 metros (100 pés) fora das luzes de aproximação a uma velocidade de cerca de 131 nós (243 km/h).
A aeronave deslizou no chão por cerca de 200 metros (660 pés) enquanto começava a se desintegrar. Eventualmente, atingiu um declive, partiu-se em três grandes pedaços, explodiu e pegou fogo; a maioria dos corpos e partes dos destroços foram queimados. Os detritos estavam espalhados em uma área de cerca de 800 metros quadrados (8 600 pés quadrados).
O impacto matou instantaneamente os dois pilotos, os três comissários de bordo e 69 dos 75 passageiros. Seis passageiros sobreviveram, um dos quais, no entanto, mais tarde sucumbiu aos ferimentos no hospital.

### Resposta imediata
Como o local do acidente estava dentro dos limites do aeroporto, as equipes de busca e resgate do 2º Comando da Força Aérea Tática estacionada na Base Aérea de Diarbaquir, que incluía dois helicópteros, foram rapidamente mobilizadas. No entanto, nenhum dos helicópteros pôde participar dos esforços de resgate por causa do denso nevoeiro, que, segundo relatos de testemunhas oculares, às vezes ficava abaixo de um metro. Numerosos caminhões de bombeiros e ambulâncias foram mobilizados para extinguir o incêndio pós-acidente e resgatar as vítimas.

## Investigação
A investigação sobre o acidente foi realizada pela Direção Geral de Aviação Civil da Turquia (DGCA). Ambos os gravadores de voo – o gravador de voz da cabine (CVR) e o gravador de dados de voo (FDR), foram encontrados intactos e foram enviados aos laboratórios da Turkish Airlines para análise.
De acordo com os registros, o capitão Yunak e o primeiro oficial Ulusu foram devidamente treinados, qualificados e experientes. Descansaram o suficiente antes de se apresentarem ao serviço no dia do acidente. Testes de drogas e álcool retornaram como resultados negativos.
Os investigadores também voltaram sua atenção para a aeronave, mas não conseguiram detectar nenhuma anormalidade. Todas as verificações de manutenção foram concluídas corretamente. Um exame minucioso dos motores revelou que eles estavam operando normalmente no momento do acidente. A aeronave estava devidamente configurada para pouso; os flaps e o trem de pouso estavam estendidos corretamente e o altímetro estava ajustado corretamente e o sistema de alerta de proximidade do solo (GPWS) também produzia alarmes que podiam ser facilmente ouvidos nas gravações da caixa negra.
As equipes de busca e resgate que imediatamente correram para o local para responder ao acidente relataram nevoeiro espesso no local do acidente e reclamaram da falta de visibilidade que, de acordo com seu relato, às vezes chegava a 1 metro (3 pés). Isso contradiz claramente o boletim meteorológico que o controlador de tráfego aéreo do Aeroporto de Diarbaquır transmitiu à tripulação minutos antes do acidente. Segundo eles, o fogo não podia ser visto até chegar ao local.
A análise do FDR e do CVR revelou que no momento em que a aeronave atingiu o solo estava a uma proa de 339° (noroeste, alinhada com o eixo da pista) e 900 metros (3 000 pés) além da cabeceira da pista. 34 em um ângulo de inclinação positivo de cinco graus. O piloto automático foi acionado até pouco tempo antes do acidente.

### Relatório Final
A investigação foi concluída cerca de dois anos depois, em abril de 2005, e concluiu que:

1. A tripulação não respondeu adequadamente aos avisos produzidos pelo GPWS e, em vez disso, insistiu em pousar, apesar da referência visual insuficiente à pista e seu ambiente.

2. O nevoeiro espesso contribuiu para a causa do acidente.
A Turkish Airline Pilots Association afirmou que um sistema de pouso por instrumentos pode ter evitado o acidente.